# 西川政善
西川 政善（にしかわ まさよし、1942年（昭和17年）5月22日 - ）は、日本の政治家。元小松島市長（4期）、元徳島県議会議員。徳島文理大学大学院総合政策研究科教授。

## 経歴
徳島県小松島市で生まれる。中央大学法学部政治学科二部を卒業。大学卒業後は国会議員秘書を経て、1971年、28歳のときに小松島市議会議員に初当選。
1975年、32歳で徳島県議会議員に当選。1989年から2005年まで4期にわたって小松島市長を務めた。
2012年より徳島文理大学大学院総合政策研究科教授に就任。

## 著書
- 『躍進への提言 よみがえる小松島のために』（1986年、青雲クラブ）
- 『やっぱり教育』（1997年、青雲クラブ）